# سكوت ساندرز (منتج أفلام)
سكوت ساندرز (بالإنجليزية: Scott Sanders)‏ هو منتج تلفزيوني ومنتج أفلام أمريكي، ولد في 1957 في سانت بيترسبرغ في الولايات المتحدة.